# Tayyaba Hasan
Tayyaba Hasan (* vor 1950) ist eine pakistanisch-US-amerikanische Dermatologin und Professorin am Wellman Center for Photomedicine der Harvard Medical School.

## Ausbildung
Tayyaba Hasan absolvierte 1966 ihr Bachelor-Studium in Chemie an der Universität Karatschi. Ihre Spezialisierung auf Organische Chemie schloss sie 1968 mit dem Master-Grad ab. 1970 erwarb Hasan einen zweiten Mastertitel an der Quaid-i-Azam University in Islamabad. Ihr wurde das National Merit Scholarship durch die Punjab Education Foundation zugesprochen. Sie wechselte an die University of Arkansas, wo sie 1980 in organischer Chemie promovierte und in die Wissenschaftsgesellschaft Sigma Xi aufgenommen wurde.

## Karriere
Nach ihrem Studium begann Hasan als Postdoc-Forscherin an der University of Pennsylvania. 1982 wechselte sie an die Harvard Medical School. Hasan arbeitete zusammen mit Alan Oseroff an der Antikörper-vermittelten Photosensibilisierung von Zellen und konnte zeigen, dass es möglich ist, subzelluläre Strukturen mit dieser Methode zu markieren. Hasan setzt die Photodynamische Therapie (PDT) diagnostisch und therapeutisch ein. Sie bildete Dermatologen, Augenärzte, Urologen, Gynäkologen und Orthopäden in dieser Technik aus.
Sie demonstrierte, dass Benzoporphyrinverbindungen eingesetzt werden können, um subretinale Gefäße auszuschalten. 2009 wurde sie zur Professorin für Dermatologie ernannt. In ihrer jüngsten Arbeit befasst sie sich mit Möglichkeiten zur gezielten Behandlung von Gliomen und Eierstockkrebs. 2011 war sie Gründungsdirektorin des Büros für die Unterstützung von Forschungskarrieren am Massachusetts General Hospital. Sie beschäftigt sich mit Leishmaniose, Mycobacterium tuberculosis und Methicillin-resistant Staphylococcus aureus (MRSA). Hasans Labor legt einen Schwerpunkt auf den photophysikalischen und biologischen Mechanismus der Photodynamischen Therapie. Sie leitet ein vom National Cancer Institute finanziertes Project zur bildgeleiteten Therapie von Pankreaskarzinom und Hautkrebs. Dabei wird die Singulett-Sauerstoff-Formation und die Zytokin-Sekretion untersucht.
An Hasans Labor (Hasan’s Lab) laufen verschiedene unterschiedliche Forschungsprojekte:
- Kleine Moleküle als Verstärker der photodynamischen Therapie bei Hautkrebs[14]
- Endoskopische photodynamische Therapie und Kombinationstherapie bei lokalen und metastasierten Pankreastumoren[15]
- Mechanismusbasiertes Design von Kombinationstherapien für Bauchspeicheldrüsenkrebs[16]
- Modellgestützte Dosimetrie und Bildgebung für die Photodynamische Therapie[17]

Gemeinsam mit Ursula Schmidt entwickelte sie Verteporfin (Visudyne®), eines von über 20 Patenten, die Hasan besitzt. Visudyne ist ein FDA-zertifiziertes Behandlungsverfahren für die Altersabhängige Makuladegeneration.
Hasan war Präsidentin der International Photodynamic Association und der American Society for Photobiology (2010–2012). Sie war 2014 Mitautorin des Buchs Photodynamic Therapy: From Theory to Application und war Mitglied des Beirats von Polythea.

## Auszeichnungen (Auswahl)
- 2019 Fellow der Optical Society der USA (OSA)[20]
- 2018 Lifetime Achievement Award der American Society for Photobiology[21]
- 2018 Britton Chance Biomedical Optics Award der Society of Photographic Instrumentation Engineers[22][23]
- 2018 Research Award for Contributions to Cancer Research der Society of Asian American Scientists in Cancer[24]
- 2017  Award der International Photodynamic Association[25]
- 2015 Lifetime Achievement Award der International Photodynamic Association[26]